# Debden (Epping Forest)
Debden is een buitenwijk van het civil parish Loughton in het district Epping Forest in het Engelse graafschap Essex. 